# Ocriplasmin
Ocriplasmin ist ein Arzneistoff aus der Gruppe der Proteasen, der in der Augenheilkunde zur Behandlung der vitreomakulären Traktion (VMT) bei Erwachsenen, auch in Zusammenhang mit einem Makulaforamen ≤ 400 µm, eingesetzt wird. Ocriplasmin ist eine verkürzte Form des humanen Plasmins, das mittels DNA-Rekombinationstechnik in einem Pichia pastoris-Expressionssystem produziert wird. Der Arzneistoff wird unter dem Handelsnamen Jetrea von dem belgischen Biopharmaunternehmen ThromboGenics N.V. hergestellt, das das Medikament in den USA vertreibt. Alcon, eine Division von Novartis, erwarb die Rechte für die Vermarktung von Ocriplasmin außerhalb der USA.
Die Zulassung von Jetrea wurde zum 31. Dezember 2023 auf Herstellerwunsch durch die Europäische Kommission widerrufen. Seit dem 1. Januar 2024 ist der Vertrieb eingestellt.

## Anwendungsgebiete / Indikationen
In der EU ist Ocriplasmin seit März 2013 als erstes und bislang einziges Medikament zur Behandlung der vitreomakulären Traktion (VMT) bei Erwachsenen, auch im Zusammenhang mit einem Makulaloch ≤ 400 µm Durchmesser, zugelassen. Derzeit ist Ocriplasmin in Deutschland, Großbritannien, Schweden, Dänemark, Finnland, Norwegen und den Niederlanden verfügbar (Stand Oktober 2013). In den USA erhielt Ocriplasmin im Oktober 2012 die Zulassung zur Behandlung von Patienten mit symptomatischer vitreomakulärer Adhäsion (VMA), in Kanada im August 2013.

## Art der Anwendung
Ocriplasmin wird als einmalige, intravitreale Injektion in den Glaskörper des betroffenen Auges gegeben. Die empfohlene Dosis beträgt 0,125 mg, das entspricht 0,1 ml der verdünnten Lösung.

## Wirkprinzip
Bleiben bei der natürlichen, alterungsbedingten Glaskörperverflüssigung Proteinverbindungen zwischen Glaskörper und der hinteren Netzhaut im Bereich des Gelben Flecks (Macula) bestehen, kann es zu Zugkräften auf die Makula kommen. Werden diese von Betroffenen als Sehbeeinträchtigung in Form von Metamorphopsien, Verzerrtsehen bis hin zu Gesichtsfeldausfällen – als Folge von Makulalöchern – wahrgenommen, liegt die Indikation der vitreomakulären Traktion (VMT) vor.
Ocriplasmin ist ein Enzym mit Serinprotease-Aktivität, das proteolytisch auf Proteinbestandteile des Glaskörpers und der internen limitierenden Membran (membrana limitans interna = ILM) wirkt, z. B. Laminin, Fibronektin und Kollagen. Durch die intravitreale Gabe von Ocriplasmin wird der Abbau von Laminin, Fibronektin und Kollagen angestrebt, um zum einen die Proteinverbindungen zwischen Glaskörper und ILM abzubauen und zum anderen den Glaskörper weiter zu verflüssigen. Dieser Prozess der enzymatischen Vitreolyse soll die Traktion lösen und den Verschluss von bereits entstandenen Makulalöchern ermöglichen.

## Klinische Daten
Wirksamkeit und Sicherheit von Ocriplasmin wurden in zwei internationalen, multizentrischen, randomisierten, doppelblinden, Placebo-kontrollierten Studien bei Patienten mit VMT untersucht. Es wurden insgesamt 652 Patienten (464 Ocriplasmin und 188 Placebo) in diese beiden Zulassungsstudien (TG-MV-006 und TG-MV-007) randomisiert. Patienten der Ocriplasmin-Gruppe erhielten eine intravitreale Ocriplasmin-Injektion (125 µg in 0,10 ml Lösung), die der Placebo-Gruppe zugewiesenen Patienten erhielten eine intravitreale 0,10 ml-Injektion derselben Trägersubstanz. Die Patienten wurden zu Behandlungsbeginn, am Tag der Injektion und an den Tagen 7, 14, 28, 90 und 180 nach der Behandlung untersucht. Primärer Endpunkt war jeweils die VMT-Lösung an Tag 28.
Die im New England Journal of Medicine veröffentlichten Studiendaten zeigen, dass sich bei 26,5 % der mit Ocriplasmin behandelten Patienten die VMT an Tag 28 gelöst hatte (gegenüber 10,1 % bei Placebo [p<0,001]). Zudem erzielten 40,6 % der Ocriplasmin-Patienten an Tag 28 einen Makulalochverschluss (gegenüber 10,6 % bei Placebo [p<0,001]). Patienten mit einem Makulaloch von ≤ 250 µm sprachen noch besser auf die Behandlung an: Bei 58,3 % der mit Ocriplasmin behandelten Patienten hatte sich das Makulaloch wieder geschlossen; in der Placebo-Gruppe waren es 16 %. Ebenfalls wieder geschlossen hatte sich das Makulaloch bei 36,8 % der Patienten mit Makulalöchern zwischen 250 und 400 µm, wohingegen es in der Placebo-Gruppe nur 5,3 % der Patienten waren.
Alle unerwünschten Arzneimittelwirkungen (UAW) der Ocriplasmin-Behandlung waren okulärer Natur. Die häufigsten berichteten Nebenwirkungen waren „fliegende Mücken“, Glaskörpertrübungen, Verschwommensehen, Augenschmerzen und Photopsie, sowie durch das Injektionsverfahren ausgelöste Bindehautblutungen. Die meisten Nebenwirkungen traten innerhalb der ersten Woche nach der Injektion auf, waren nicht schwerwiegend und klangen innerhalb von 2 bis 3 Wochen wieder ab. Die Inzidenz schwerer Nebenwirkungen, die in allen klinischen Studien auftraten, betrug 2,2 % bei den mit Ocriplasmin behandelten Patienten gegenüber 2,4 % bei den Kontrollpatienten.
Daten zur Anwendung von Ocriplasmin während Schwangerschaft und Stillzeit liegen nicht vor.

## Pharmakokinetik
Die Ocriplasminspiegel im Glaskörper sinken nach intravitrealer Verabreichung rasch ab: In einer klinischen Studie betrug 2 bis 4 Stunden nach Gabe von 0,125 mg Wirkstoff die Ocriplasmin-Aktivität 9 % der theoretischen Ausgangskonzentration. Nach 7 Tagen lagen sie unterhalb der Nachweisgrenze. Aufgrund der geringen Dosierung von Ocriplasmin und dessen schnellen Deaktivierung sind keine nachweisbaren Wirkstoffspiegel im systemischen Kreislauf zu erwarten.

## Wechselwirkungen mit anderen Medikamenten
Es wurden bislang keine Kompatibilitätsstudien durchgeführt. Entsprechend liegen keine klinischen Daten zur gleichzeitigen Anwendung von Ocriplasmin und VEGF-Hemmern vor.

## Frühe Nutzenbewertung nach § 35a SGB V

### Bewertung des Instituts für Qualität und Wirtschaftlichkeit im Gesundheitswesen (IQWIG)
Das Institut für Qualität und Wirtschaftlichkeit im Gesundheitswesen (IQWiG) hat in seinem Bericht aus dem August 2013 Ocriplasmin den Hinweis auf einen Zusatznutzen bei VMT-Patienten mit leichter Symptomatik anerkannt: Für Patienten mit leichter Sehbeeinträchtigung (> 60 Buchstaben EDTRS) sah das IQWiG einen Hinweis auf einen erheblichen Zusatznutzen des Medikamentes gegenüber der zweckmäßigen Vergleichstherapie „beobachtendes Abwarten“. Im Falle mittelschwerer Sehbeeinträchtigungen (35–60 Buchstaben EDTRS) hatte das Institut einen Hinweis auf beträchtlichen Zusatznutzen festgestellt.

### Beschluss des Gemeinsamen Bundesausschuss (G-BA)
Der Gemeinsame Bundesausschuss (G-BA) hat Ocriplasmin einen beträchtlichen Zusatznutzen bei VMT-Patienten mit leichter Symptomatik zuerkannt.